# 有田和之
有田 和之（ありた かずゆき、1959年3月29日 - ）は、兵庫県神戸市出身の天保山ギャラリー所属のアーティスト/画家である。

## 略歴
- 1979年、神戸デザイナー学院卒業。
- 1983年、デザイン事務所設立。
- 1992年、JACA日本イラストレーション展入選。リビングアートコンペティション入選。ロットリングイラストコンクール奨励賞。
- 1993年、コンテンポラリーアート協会展奨励賞。トリックアートコンペ入選。
- 1994年、ART BOX大賞展入選。リキテックスビエンナーレ入選。
- 1995年、別府現代絵画展入選。コープアートマインドフェスタ入選。リキテックスビエンナーレ入選。
- 1996年、天理ビエンナーレ入選。コープマインドフェスタ入選。リキテックスビエンナーレ入選。
- 1997年、ART BOX大賞展入選。馬の絵展入選。
- 1998年、かながわ地球環境保全ポスターコンクール佳作入賞。小磯良平大賞展入選。
- 1999年、かながわ地球環境保全ポスターコンクール佳作入賞。
- 2000年、天保山ギャラリー専属アーティストとしてデビュー。「うんち君」シリーズ発表。「サンタクロース」シリーズ発表。
- 2001年、天保山ギャラリーにて個展開催。「リゾート」シリーズ発表。「風車」シリーズ発表。
- 2002年、「オーロラ」シリーズ発表。
- 2002年、21世紀にはばたく4人のアーティスト展、近鉄百貨店。
- 2003年、有田和之原画展、近鉄百貨店。
- 2006年、ハウステンボス美術館、有田和之アートミュージアム展。
- 2011年、有田和之アートーミュージアム展　リーガロイヤルホテルギャラリー。
- 2015年、ハウステンボス美術館、有田和之アートミュージアム展リターンズ。
- 2017年、有田和之アートミュージアム展「アイランド・ブリーズ」。
- 作品概要
- 「うんち君」シリーズ
- 「サンタクロース」シリーズ
- 「リゾート」シリーズ
- 「風車」シリーズ
- 「オーロラ」シリーズ
- 「エンジェル」シリーズ